# Peritz
Peritz ist ein Ortsteil der sächsischen Gemeinde Wülknitz im Landkreis Meißen. Der Ort wurde 1266 erstmals erwähnt.

## Geografie und Verkehrsanbindung
Peritz ist ein typisches Straßenangerdorf und war um 1900 von einer Gewannflur umgeben. Der Ort liegt nordöstlich von Riesa und nordwestlich von Großenhain und besteht vorwiegend aus Bauerngehöften, die als Dreiseithöfe angelegt sind. Die umliegenden Orte sind im Norden Koselitz, im Nordosten Görzig, im Südosten Colmnitz, im Südwesten Radewitz und Marksiedlitz, im Westen Streumen. Vier Kilometer südlich von Peritz verläuft die Bundesstraße 98, die über die Kreisstraße 8512 erreicht werden kann. Der Ort wird vom Bach Rietschke durchflossen, der aus Colmnitz kommend, in Streumen in den Grödel-Elsterwerdaer Floßkanal mündet. Durch Peritz verläuft eine Buslinie zwischen Riesa und Gröditz, wo Anschluss an das Eisenbahnnetz besteht.

## Geschichte
Im Gebiet um Peritz siedelten bereits in der Steinzeit Menschen, wie Funde beweisen. Es wurden auch Funde aus der Bronzezeit in Form von Urnen und aus der frühdeutschen Zeit um das 10. und 11. Jahrhundert gemacht. Die Ortsgründung wird den Slawen zugeschrieben, da der Ortsname slawischen Ursprungs ist. Die Bedeutung des Namens ist ungeklärt. Die erste urkundliche Erwähnung datiert auf das Jahr 1266. Weitere Schreibweisen des Ortsnamens sind Pericz (1352), Berinicz (1409), Peritzsch (1495), Peris (1526), Peretz (1540) und Pebriz im Jahr 1695. Die deutsche Besiedlung begann im 12. Jahrhundert.
1406 war Alisch von Köckeritz Besitzer des Dorfes, der Pfarrer war zugleich Schankwirt des Kretschams. In vorreformatorischer Zeit war es oft der Fall, dass die Landgeistlichkeit Bier braute und verkaufte. 1524 waren die von Pflugk die Herren, denen 1526 Heinrich von Schleinitz auf Saathain folgte. 1526 klagte der Rat zu Hayn gegen die Pfarren von Lampertswalde und Peritz, weil diese mehr Bier brauten und ausschenkten, als ihnen zustand. Im Jahr 1588 verkaufte Caspar von Pflugk den Ort an den Kurfürsten von Sachsen. Aus alten Akten geht hervor, dass Peritz bereite 1266 eine eigene Kirche hatte. Die Kirche wurde auf einem slawischen Heiligtum errichtet, dessen Wälle im 19. Jahrhundert noch sichtbar waren. Der erste evangelische Pfarrer war 1555 Johannes Hayn aus Ortrand. Die Kirche besaß eigenes Land, von dem 1575 der Pfarrer drei Hufen verpachtet hatte und vier Hufen selbst bestellte. 1580 bat dann ein Hans Hauptvogel darum, selbst Bier und Wein in einer neu zu errichtenden Schänke brauen und zapfen zu dürfen. Gegen Ende des Dreißigjährigen Krieges brannte 1648 das ganze Dorf ab mit Ausnahme der Schenke. Im Jahr 1721 beschloss die Gemeinde, das Getreide nicht mehr in Bauda, sondern in Görzig und Zabeltitz mahlen zu lassen. Nach einem Einspruch der baudaer Müller ließen die Peritzer das Korn 1776 wieder in Bauda mahlen. 1834 brannten zwölf Gehöfte und die Pfarre ab. Die damalige Bauweise aus Fachwerk und mit Strohdach begünstigte die Ausbreitung des Brandes. Nach dem Brand wurden die Häuser mit Dachziegeln gedeckt.
Anfang des zwanzigsten Jahrhunderts gab es in Peritz einen Männergesangsverein, einen Kirchenchor und einen Turnverein. Dem Oberlehrer Alfred Klitsch, der die ersten beiden Vereine gegründet hatte und auch das Kriegerdenkmal entwarf, wurde die „Oberlehrer-Alfred-Klitsch-Linde“ im Schulgarten gewidmet, die aber leider schon mehrmals nachgepflanzt werden musste. Klitsch dichtete und komponierte Stücke für den Gesangsverein, an langen Winterabenden hielt er Vorträge und studierte Theaterstücke ein. Er wirkte hier von 1898 bis 1933.
Im Jahr 1575 wurde zum ersten Mal ein Lehrer erwähnt, eine Schule gab es damals noch nicht. Der erste hauptamtliche Lehrer von Peritz war Mattheus Stoll aus Großenhain. 1623 erhielt der Schulmeister eine Pfarrhufe gegen einen bestimmten Loszins zur Benutzung. Um 1800 gehörten zu den Schulgebäuden ein altes Wohnhaus und eine alte Scheune. 1824 wurde ein neues Wirtschaftsgebäude dazugebaut. Im Jahr 1864 errichtete man ein neues Schulhaus, das 1892 erneuert und 1904 erweitert wurde. In den Kriegsjahren des Zweiten Weltkrieges war der Unterricht mangelhaft, da die Lehrer ständig wechselten. Mit Verbesserung des Schulwesens nach dem Krieg reichten die vorhandenen Räume nicht mehr aus und die Kinderzahl war zu gering. Die Kinder mussten mehr und mehr nach Streumen und Wülknitz in die Schule, bis die Teiloberschule Peritz 1968 ganz geschlossen wurde. Die Schüler gingen in der 1. bis 4. Klasse nach Streumen und die 5. bis 10. Klassen nach Wülknitz. Nach dem Neubau der Wülknitzer Schule 1975 gingen alle Schüler nach Wülknitz.

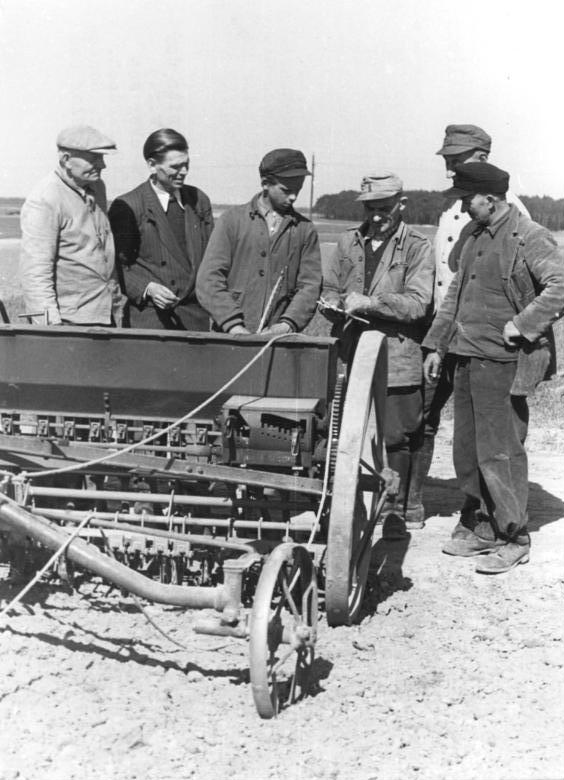
LPG Peritz, Planung der Aussaat 1954

Nach der Gebietsreform 1952 wurde Peritz dem Kreis Riesa im Bezirk Dresden zugeordnet.
Das bäuerliche Leben im Ort wurde nach dem Prinzip der Landwirtschaft in der DDR ausgerichtet.
Am 27. April 1953 wurde die LPG „1. Mai“ in Peritz gegründet.
Bis in die 1950er Jahre lag im Gebiet zwischen Peritz, Koselitz, Görzig und Colmnitz eines der letzten Verbreitungsgebiete der Großtrappe in Sachsen. Durch die zunehmende Mechanisierung und Intensivierung in der Landwirtschaft wurden die Trappen gestört und sind in diesem Gebiet ausgestorben. Die letzten Vögel wurden 1971 bei Colmnitz gesichtet.
Nach der Deutschen Wiedervereinigung kam Peritz zum wiedergegründeten Freistaat Sachsen. 1995 eröffnete im Gasthof die kleinste Porzellanmanufaktur Sachsens. Ein neuer Gasthof entstand am Dorfeingang aus einer umgebauten Scheune. Durch die Aufnahme des Dorfes in das Sächsische Dorfentwicklungsprogramm (1997–2001) und die Umsetzung eines Flurneuordnungsverfahrens wurde der gesamte öffentliche Bereich konzeptionell gestaltet, Wege und Pflanzungen in der Flur neu angelegt. Aus der Schule entstand ein Dorfgemeinschaftshaus, für die Jugend wurden ein Sportplatz sowie eine Skaterbahn angelegt. Im Jahr 2001 musste die Freiwillige Feuerwehr auf Ortsebene aufgelöst werden, da sich kein neuer Wehrleiter fand.

### Bevölkerungsentwicklung
| Jahr | Einwohner                                              | Jahr | Einwohner  |
| ---- | ------------------------------------------------------ | ---- | ---------- |
| 1551 | 18 besessene Mann, 14 Inwohner                         | 1933 | 312        |
| 1764 | 12 besessene Mann, 10 Häusler, 12 Hufen je 24 Scheffel | 1939 | 334        |
| 1834 | 204                                                    | 1946 | 423        |
| 1871 | 319                                                    | 1950 | 453        |
| 1890 | 265                                                    | 1964 | 361        |
| 1910 | 355                                                    | 1990 | 268        |
| 1925 | 315                                                    |      | → Wülknitz |

## Die Peritzer Kirche

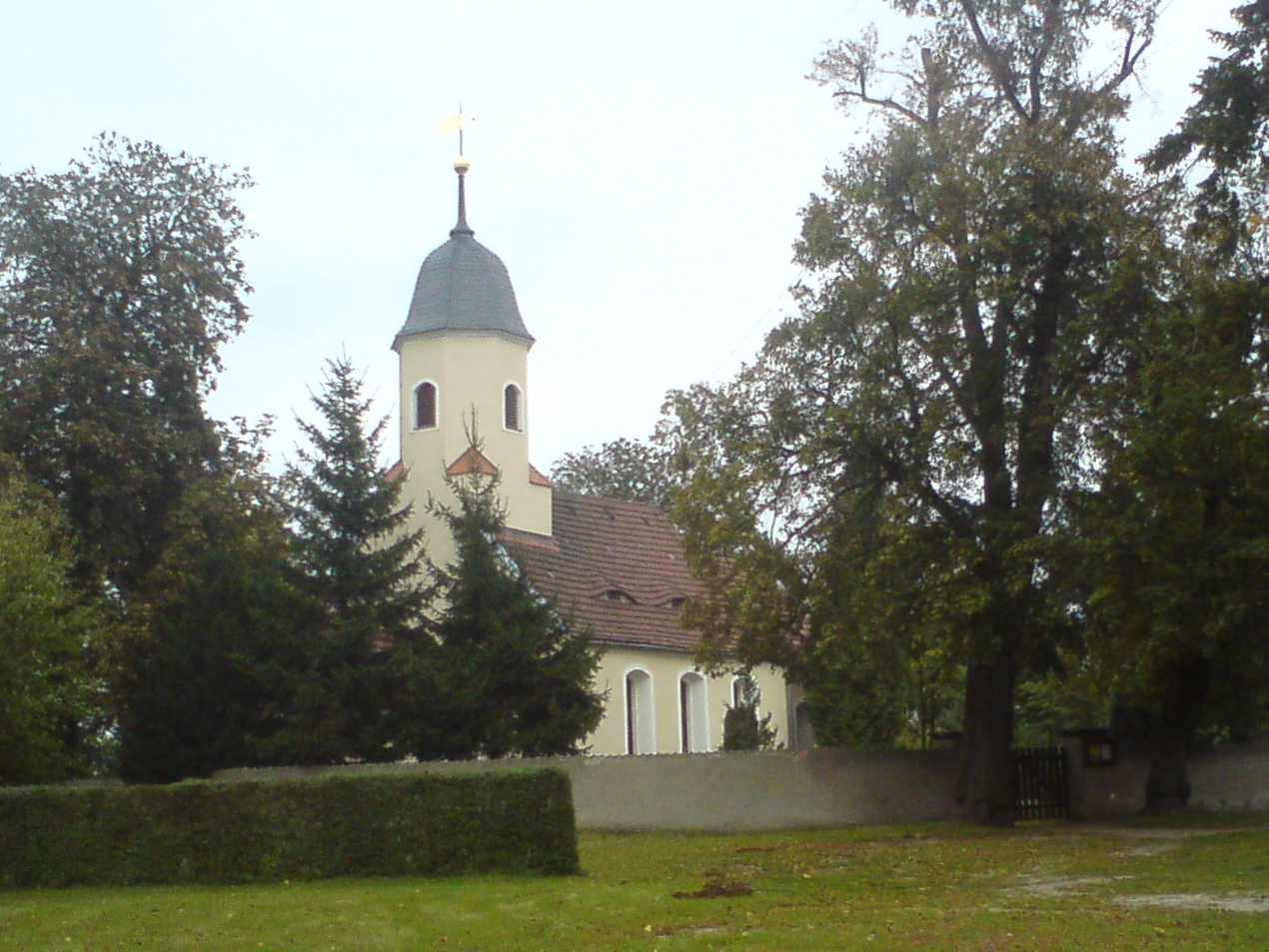
Kirche Peritz

Im 11. oder 12. Jahrhundert wurde wahrscheinlich auf dem Platz einer zerstörten heidnischen Kultstätte zuerst eine kleine Kirche gebaut. Das Meißner Bistumsmatrikel nennt die Kirche 1495. Vor der Reformation war Colmnitz Filialkirche von Peritz, nach der Reformation Wülknitz. Die ehemals an der Südseite befindliche Vorhalle wurde 1710 erbaut, nachdem die Kirche 1648 abgebrannt war. 1756 wurde der Dachreiter errichtet. 1845 und 1865 erfolgte eine Instandsetzung des Inneren. Weitere Umbauten fanden 1884 und 1904 statt.
Die Kirche liegt abseits vom Dorf, von einer ein Vieleck bildenden Mauer umgeben. Sie besteht aus einem geviertförmigen Schiff und Chor. Die Vorhalle ist an der Westseite angebaut, an der Ostwand ist eine Sakristei vorgebaut, die 1866 den ehemals hier stehenden Beichtstuhl ersetzt hat. Der Altartisch ist aus Stein. Der Triumphbogen ist als Korbbogen gebildet. Daran befand sich früher eine hölzerne Kanzel mit Schalldeckel. Jetzt befindet sich die Kanzel über dem Altar.
Die Wände der Kirche verjüngen sich nach oben und der Fußboden ist aus Ziegelsteinen.
Der den Singechor tragende Unterzug ist profiliert und hat Schiffchen. Man erkennt noch das Zapfenloch der Mittelsäule, die bei der Verlegung des Eingangs beseitigt wurde, ebenso den Ansatz der neuen Empore auf der Südseite. Der am Westgiebel sitzende achteckige Dachreiter ist mit einem Zeltdach abgeschlossen, auf dem ein Kreuz sitzt. Auf beiden Seiten des Chores befinden sich je ein Farbglasfenster. Die drei Glocken tragen die Inschrift „Ehre sei Gott in der Höhe“ (große Glocke) „und Friede auf Erden“ (mittlere Glocke) „und den Menschen ein Wohlgefallen“. Das 1770 angeschaffte Positiv wurde 1845 durch eine neue Orgel ersetzt.
Im Jahr 2000 begann die Kirchgemeinde mit umfangreichen Bauarbeiten am Dachstuhl. Geplant ist, in der Zukunft den Dachreiter zu erneuern.

## Brauchtum
In Peritz wird am Sonntag Lätare der Brauch des Brezelsingens gepflegt, der früher in der gesamten Großenhainer Pflege üblich war. Kinder gehen mit geschmückten Stäben, auf die Papierfähnchen aufgeleimt sind, singend von Haus zu Haus und werden mit Fastenbrezeln belohnt. Dieser bereits fast ausgestorbene Brauch konnte nach der Wiedervereinigung erfolgreich wiederbelebt werden.

## Gedenkstätte
Ein Ehrenhain mit Stele und Ruhebänken befindet sich vor der Kirche in Peritz. Sie trägt die Inschrift Für uns starben: 1914–1918 aus Liebe und Dankbarkeit, aufgeführt sind die Namen von Neun Gefallenen.
Am Fuß der Stele ist eine Tafel mit der Inschrift Im Gedenken an die Bürger der Gemeinde Peritz die Opfer des 2. Weltkrieges und der Nachkriegszeit wurden angelehnt.